# Mercaderes de libros en Alcalá de Henares

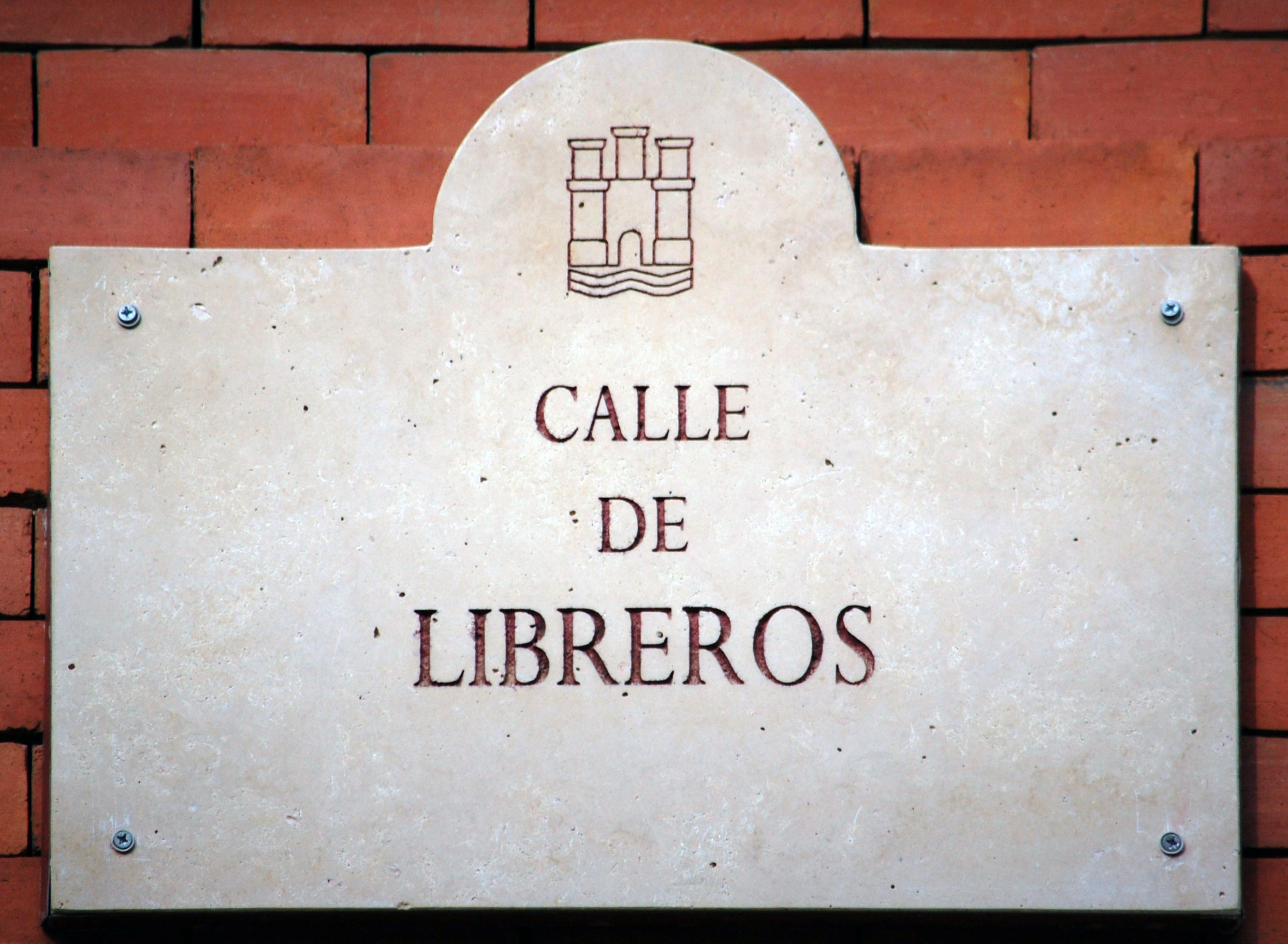
Lápida indicativa de la Calle de libreros en Alcalá de Henares.

Los mercaderes de libros en Alcalá de Henares eran libreros y editores, durante el siglo de oro español, en la ciudad complutense. Su nombre aparece en las portadas de numerosos libros, junto con el autor y el impresor, dada su responsabilidad e importancia en la financiación y distribución de las ediciones impresas. Favorecieron el acceso a los libros y, por tanto, la difusión del conocimiento. Su oficio y negocio ha llegado hasta nuestros días.

## Historia
Los "mercaderes de libros" en el Siglo de Oro eran lo que hoy entenderíamos por libreros y/o editores. Su actividad comercial consistía en financiar "a costa de" (expensis o sumptibus en latín) su bolsillo la impresión de determinados libros, para posteriormente venderlos en su establecimiento ("vendese en su casa", "vendense en casa de"; en latín: veneunt apud, veneunt in aedibus, bibliopolae). A veces, eran los propios impresores, como el caso de Juan Gracián y de Juan Gutiérrez Ursino, los que comercializaban sus publicaciones. También, a veces, cofinanciaban entre dos libreros una edición. Sus negocios se trasladaban en función de la mayor rentabilidad, por eso algunos se reubicaron en Madrid.
En Alcalá de Henares los mercaderes de libros tuvieron una gran importancia, junto con los impresores, especialmente durante el periodo de la Universidad Cisneriana; de hecho, tienen dedicada un calle, la calle Libreros, situada en el casco histórico de la ciudad. Sus libros no sólo educaban a los estudiantes, sino que ilustraban a la nobleza y a la naciente burguesía. Los libros dejaron de estar recluidos en los monasterios, como ocurría durante la Edad Media, y alimentaban las bibliotecas de universidades y palacios, desde unos establecimientos que se ubicaban en el centro de las ciudades. Los géneros y estilos eran muy variados: clásicos, religiosos, científicos, ficción, etc; favoreciendo la difusión de la cultura, los avances científico-tecnológicos, las ideas y el humanismo. También en este periodo se inició el protoperiodismo, con la publicación de las "relaciones de sucesos". Los autores de éxito podían vivir de sus obras, y adquirían fama y prestigio. El negocio de los libros, permitía hacer transacciones económicas cuantiosas, y favorecía la importación y exportación a nivel internacional, especialmente los publicados en latín, que era la lengua franca de esa época. Con ello apareció la censura, sobre todo eclesiástica, las listas de libros prohibidos y el secuestro de ediciones.

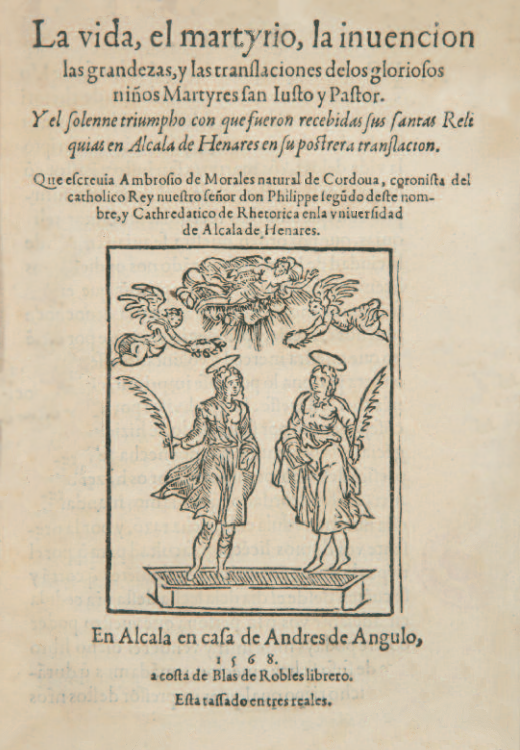
"A costa de Blas de Robles librero".
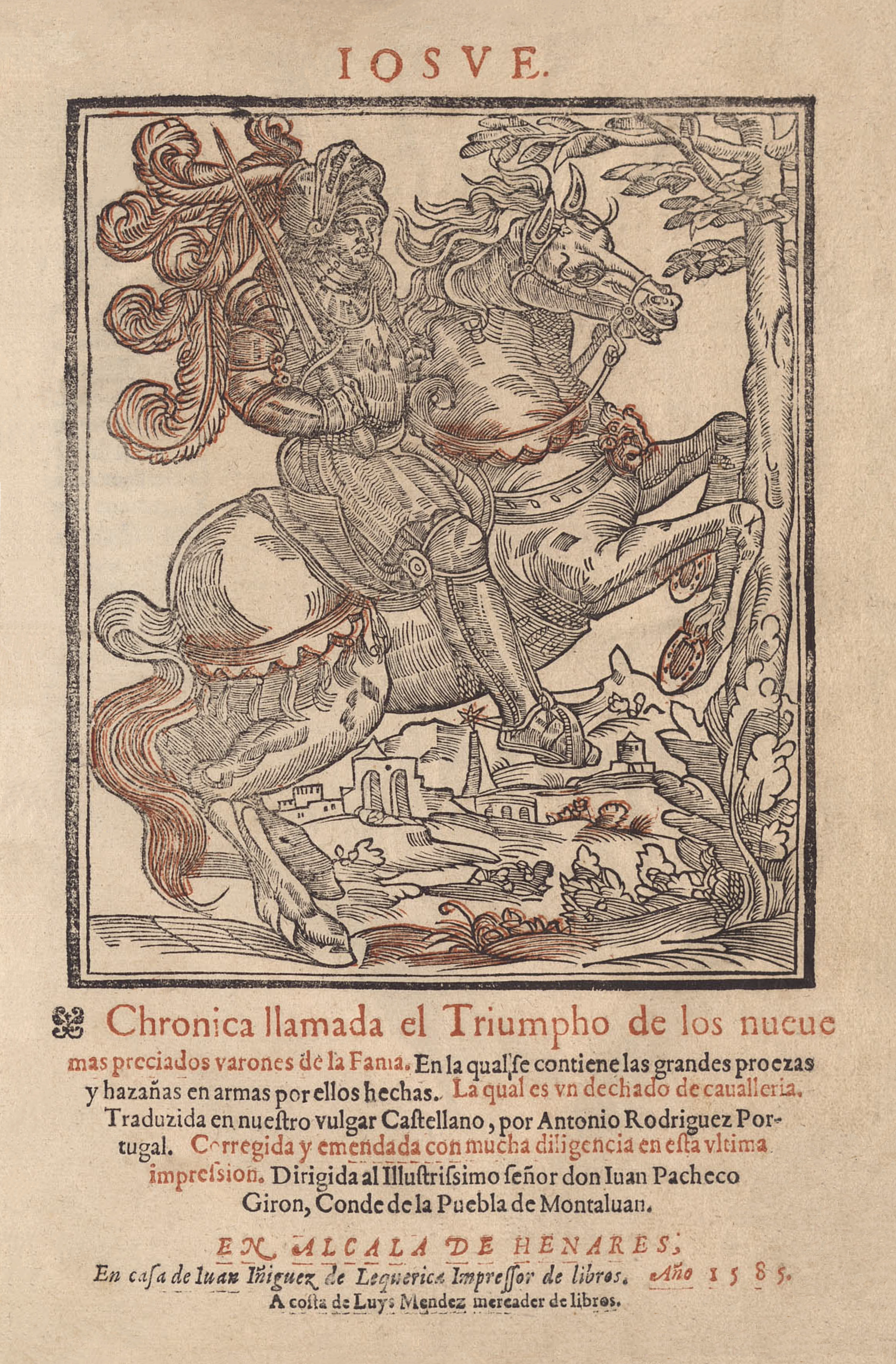
"A costa de Luys Mendez mercader de libros".
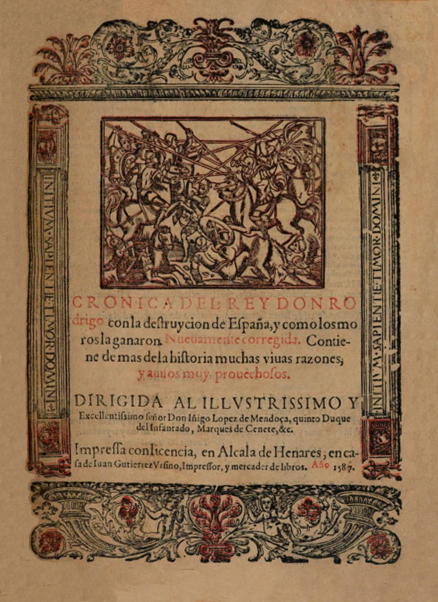
"En casa de Iuan Gutierrez Vrsino, Impressor, y mercader de libros".

## Mercaderes de libros
| Actividad en Alcalá de Henares | Nombre                                                                | Notas |
| ------------------------------ | --------------------------------------------------------------------- | --- |
| 1502-1503                      | Garcia de Rueda                                                       | |
| 1511                           | Mateo                                                                 | |
| 1511                           | Martin de Trevès                                                      | Encuadernador |
| 1511-1518                      | Maestre Guillén Maestro Guillermo                                     | Vivió en la calle Mayor esquina con la plaza del Mercado. |
| 1536                           | Atanasio de Salcedo Athanasio de Salzedo Casa de Salzedo              | También era impresor de libros en Alcalá (1554-1563) |
| 1554-1571                      | Luis Gutierrez Luys Gutierrez Lucouicum Gutierrez Ludouici Guttierrez | Su librería estaba en la esquina de la plaza del Mercado con la calle de Guadalajara. Su viuda (viduae Ludouici Gutierrez) era Beatriz Ruiz, aparece en 1572. Su hijo era Juan Gutiérrez |
| 1566                           | Miguel Rodriguez                                                      | |
| 1566-1570                      | Francisco Sánchez                                                     | También era impresor de libros y componedor En Madrid desde 1572, donde falleció en 1590.                                                                                                |
| 1568-1585                      | Blas de Robles Blasij à Robles                                        | También en Madrid (1583-1588). Luego siguieron en Madrid sus herederos: su viuda y su hijo Francisco de Robles                                                                           |
| 1569-1588                      | Juan Gutierrez Ursino Iuan Gutierrez                                  | Su padre era Luis Gutiérrez También era impresor de libros en Alcalá (1586-1587) |
| 1570-1586                      | Hernan Ramirez                                                        | También era impresor de libros en Alcalá (1576-1593) |
| 1572                           | Alfonso Xaramillo Alonso de Xaramillo Alonso de Jaramillo             | También era impresor de libros en Alcalá (1553) |
| 1572                           | Andrés de Angulo                                                      | También era impresor de libros en Alcalá (1560-1579) |
| 1572                           | Bartolome Robles Bartolome de Robles                                  | |
| 1572                           | Cristóbal Maldonado                                                   | |
| 1572                           | Juan López                                                            | |
| 1572                           | Luis Logroño                                                          | |
| 1572                           | Pedro del Bosque                                                      | |
| 1572-1584                      | Pedro Nauarro Pedro de Navarro                                        | |
| 1572-1586                      | Diego de Xaramillo Diego de Jaramillo                                 | |
| 1572-1589                      | Diego Martinez                                                        | |
| 1576-1578                      | Pedro del Casar                                                       | |
| 1581                           | Alonso Ramos                                                          | |
| 1585-1590                      | Luys Mendez                                                           | |
| 1586                           | Juan Gracian                                                          | También era impresor de libros en Alcalá (1568-1587) |
| 1586                           | Juan Boyer Iuan Boyer Ioannis Boyerij                                 | También en Valladolid (1583-1592) en Medina del Campo (1584-1585) en Toledo (1585-1591)                                                                                                  |
| 1587                           | Juan García Callejas                                                  | |
| 1587-1589                      | Nicolas de Pozuelo Nicolas del Pozuelo Nicolas del Poçuelo            | |
| 1587-1595                      | Luis de la Puerta Luys de la Puerta Luys de Puerta                    | |
| 1588-1597                      | Juan de Sarriá Iuan de Sarria                                         | También era impresor de libros en Alcalá en 1592. También mercader de libros en Madrid (1597-1613)                                                                                       |
| 1592-1609                      | Diego Guillen Didaci Guillen                                          | También en Madrid en 1598 |
| 1595-1596                      | Juan de Torres                                                        | |
| 1595-1598                      | María Tomás                                                           | |
| 1595-1611                      | Juan de Barma Iuan de Barma                                           | También en Madrid en 1606. |
| 1596                           | Agustín de la Puente                                                  | |
| 1596                           | Benito Díaz                                                           | |
| 1596                           | Gaspar Núñez                                                          | |
| 1596                           | Nicolás de Cruz                                                       | |
| 1596                           | Pablo Nuñez                                                           | |
| 1596                           | Pedro Martínez                                                        | |
| 1596                           | Pedro Tomás                                                           | |
| 1596                           | Villaseca                                                             | |
| 1597-1614                      | Francisco Sánchez del Campo                                           | |
| 1600-1614                      | Bautista López Baptista Lopez Baptistae Lopez                         | También en Madrid (1603-1604). |
| 1611                           | Iuan Ramirez Ioanne Ramirez                                           | |
| 1629                           | Juan García                                                           | También era impresor de libros en Alcalá (1615-1626) |
| 1637-1647                      | Manuel Lopez Manuel Lopeiz Emmanuelis Lopezij Emmanuelis Lopez        | También en Madrid (1635-1661) en la Puerta del Sol. |
| 1639-1651                      | Iuan Antonio Bonet Juan Antonio Bonet                                 | También en Madrid (1643-1659) en la calle de Toledo, 72 |
| 1639-1655                      | Francisco de Robles Francisci de Robles Francisco Robles              | Hijo de Blas de Robles También en Madrid (1605-1658) en la calle de Toledo Ostentó el título de "librero del rey nuestro señor"                                                          |
| 1650-1651                      | Tomás Alfay Tomás Alfa                                                | Su casa junto a San Felipe, en la esquina de la calle de la Paz |
| 1659-1701                      | Francisco García Fernández                                            | También era impresor de libros en Alcalá (1659-1701) |
| 1664                           | Iuan de Valdès                                                        | También en Madrid (1640-1665) |
| 1670-1673                      | Nicolás de Xamares                                                    | También era impresor de libros en Alcalá (1672-1674) En 1675 se trasladó a Madrid. |
| 1674                           | Viuda de Iuan Antonio Bonet                                           | |
|                                | Antonio Sánchez                                                       | |
|                                | Diego de Montoya                                                      | |
|                                | Francisco Carvajal                                                    | |
|                                | Francisco López                                                       | |
|                                | Juan de Montoya                                                       | |
|                                | Juan San Vicente                                                      | |
|                                | Leilo Marini                                                          | Mercader Veneciano |
|                                | Pedro Moreno                                                          | |
|                                | Sebastián Tomás                                                       | |

## Literatura
- Zueco L. El mercader de libros. Ediciones B; 2020. ISBN 978-84-1314-432-0